# Le Mans '66
Le Mans '66 (Ford v Ferrari i USA) är en amerikansk racing-dramafilm från 2019. Filmen är regisserad av James Mangold och manus skrivet av Jez Butterworth, John-Henry Butterworth och Jason Keller. Huvudrollerna spelas av de Oscarsbelönade skådespelarna Matt Damon och Christian Bale. Filmen har fått bra respons från flera svenska nyhetssidor, bland annat Aftonbladet, SvD och DN.
Filmen hade världspremiär på Telluride Film Festival den 30 augusti 2019 och premiär i Sverige den 15 november 2019, utgiven av 20th Century Fox.

## Handling
Filmen är baserad på en verklig historia. Den börjar med att man får se Carroll Shelby bli den första amerikanen att vinna 24-timmarsloppet i Le Mans 1959. Några år senare sitter Shelby hos en läkare som berättar att han har en för hög puls för att kunna tävla igen. Han väljer då att sälja bilar istället och blir senare kontaktad av bilföretaget Ford Motor Company, som vill ha hans hjälp med att bygga en bil som kan vinna mot Ferrari i 24-timmarsloppet i Le Mans 1966. Han får hjälp av sin goda vän Ken Miles, som både är en bra mekaniker och förare.

## Rollista (i urval)
| - Matt Damon – Carroll Shelby - Christian Bale – Ken Miles - Jon Bernthal – Lee Iacocca - Caitriona Balfe – Mollie Miles - Tracy Letts – Henry Ford II - Josh Lucas – Leo Beebe - Noah Jupe – Peter Miles - Remo Girone – Enzo Ferrari - Ray McKinnon – Phil Remington - JJ Feild – Roy Lunn - Jack McMullen – Charlie Agapiou - Corrado Invernizzi – Franco Gozzi | - Joe Williamson – Don Frey - Ian Harding – Ford Executive Ian - Christopher Darga – John Holman - Shawn Law – Al 'Gus' Scussel - Emil Beheshti – Aeronutronics Chief Engineer - Darrin Prescott – Bob Bondurant - Alex Gurney – Dan Gurney - Benjamin Rigby – Bruce McLaren - Ben Collins – Denny Hulme - Francesco Bauco – Lorenzo Bandini - Guido Cocomello – Ludovico Scarfiotti - Adam Mayfield – Lloyd Ruby |

## Utmärkelser
| Lista över utmärkelser och nomineringar | Lista över utmärkelser och nomineringar | Lista över utmärkelser och nomineringar | Lista över utmärkelser och nomineringar                                   | Lista över utmärkelser och nomineringar | Lista över utmärkelser och nomineringar |
| Utmärkelse                              | Datum för ceremonin                     | Kategori                                | Mottagare och förvaltare                                                  | Resultat                                | Ref.                                    |
| --------------------------------------- | --------------------------------------- | --------------------------------------- | ------------------------------------------------------------------------- | --------------------------------------- | --------------------------------------- |
| Camerimage                              | 16 november 2019                        | Golden Frog                             | Phedon Papamichael (filmfotograf), James Mangold (regissör)               | Nominerad                               | [ 10 ] [ 11 ]                           |
| Hollywood Film Awards                   | 3 november 2019                         | Hollywood Director Award                | James Mangold                                                             | Vann                                    | [ 12 ]                                  |
| Hollywood Film Awards                   | 3 november 2019                         | Hollywood Editor Award                  | Michael McCusker och Andrew Buckland                                      | Vann                                    | [ 12 ]                                  |
| Hollywood Film Awards                   | 3 november 2019                         | Hollywood Sound Award                   | Donald Sylvester, Paul Massey, David Giammarco och Steven A. Morrow       | Vann                                    | [ 12 ]                                  |
| Hollywood Music in Media Awards         | 19 november 2019                        | Original Score – Feauture Film          | Marco Beltrami och Buck Sanders (bunden med Hildur Guðnadóttir för Joker) | Vann                                    | [ 13 ]                                  |
| Oscar                                   | 9 februari 2020                         | Bästa ljudredigering                    | Donald Sylvester                                                          | Vann                                    |                                         |
| Oscar                                   | 9 februari 2020                         | Bästa klippning                         | Andrew Buckland och Michael McCusker                                      | Vann                                    |                                         |
| Oscar                                   | 9 februari 2020                         | Bästa film                              | Peter Chernin, Jenno Topping och James Mangold                            | Nominerad                               |                                         |
| Oscar                                   | 9 februari 2020                         | Bästa ljud                              | Paul Massey, David Giammarco och Steven A. Morrow                         | Nominerad                               |                                         |